# Lorinanozaur
Lorinanozaur (Lourinhanosaurus antunesi) – teropod z grupy tetanurów (Tetanurae) o niepewnej pozycji filogenetycznej, mogący być karnozaurem z rodziny Metriacanthosauridae/Sinraptoridae lub bazalnym celurozaurem. Jego nazwa znaczy "jaszczur z (formacji) Lourinhã".
Żył w okresie późnej jury (ok. 152-145 mln lat temu) na terenach współczesnej Europy. Długość ciała ok. 4-5 m, wysokość ok. 1,8 m, masa ok. 500 kg. Jego szczątki znaleziono w Portugalii (w pobliżu miejscowości Lourinhã).